# Escuela de Suboficiales de la Armada (San Fernando)

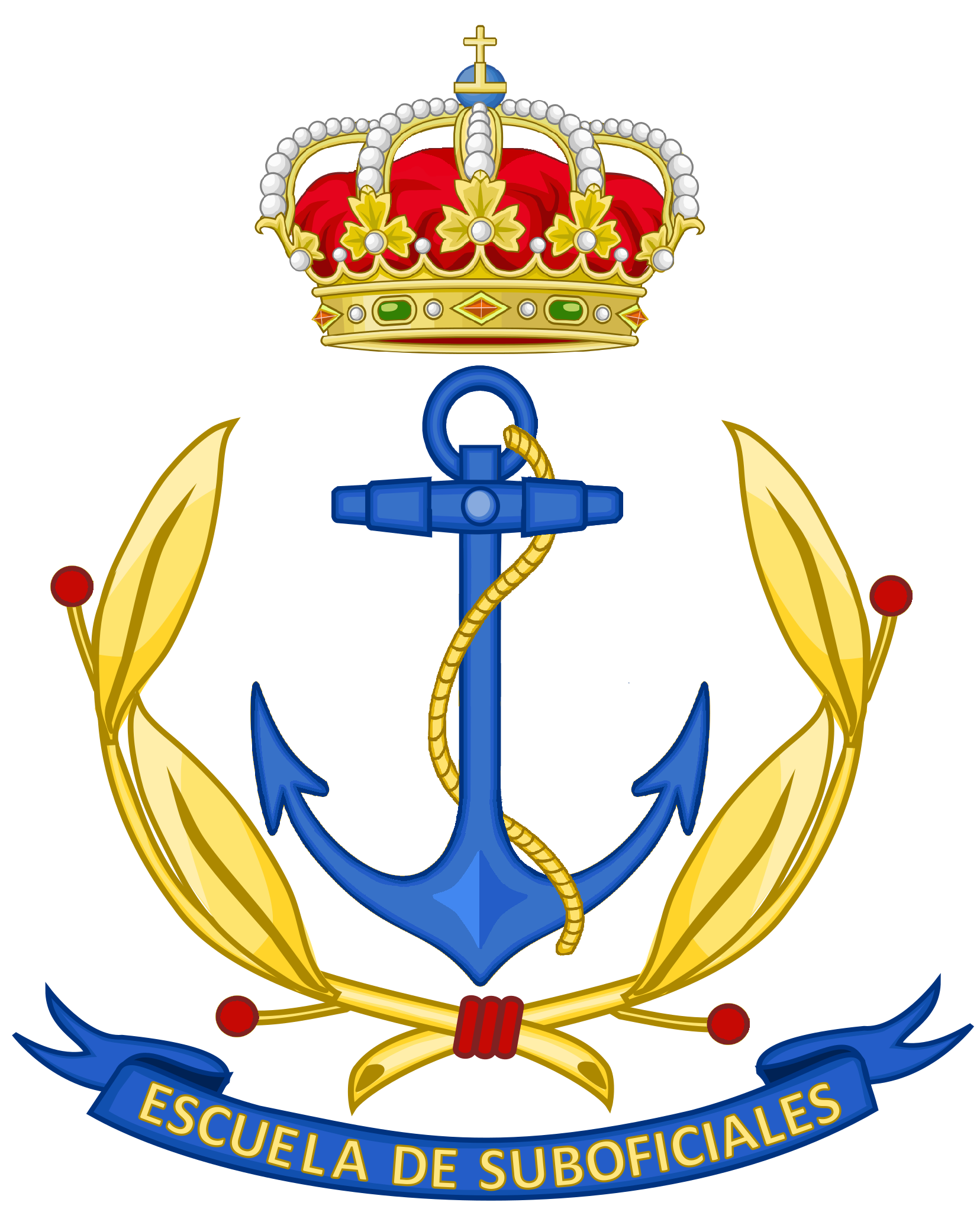
Escudo de la Escuela de Suboficiales de la Armada Española.

La Escuela de Suboficiales de la Armada es una institución militar destinada a la formación de suboficiales de la Marina de Guerra Española (sargentos, sargentos primeros, brigadas, subtenientes y suboficiales mayores), y que tiene su sede en San Fernando (Cádiz). La sede de la Escuela se encuentra en la Población Militar de San Carlos, enclave militar situado al norte de San Fernando (antigua Isla de León) y cerca del también isleño Arsenal de la Carraca.

## Historia
El edificio donde se encuentra la Escuela de Suboficiales de la Armada se construyó durante el reinado de Carlos III, entre los años 1775 y 1789. La Escuela actual se construyó sobre la antigua Escuela Naval Militar. El proyecto de construcción comprendía una iglesia (Panteón de Marinos Ilustres), la Casa del Capitán General, la Intendencia, la Tesorería, la Contaduría, el Cuartel y Academia de Guardias Marinas (actualmente en Marín, Pontevedra), el Cuartel de Brigadas, la Academia de Pilotos, el Hospital y dos Cuarteles más para la tropa de Batallones de Marina. Desde 1992 hasta 2015, albergó también el Museo Naval de la zona.

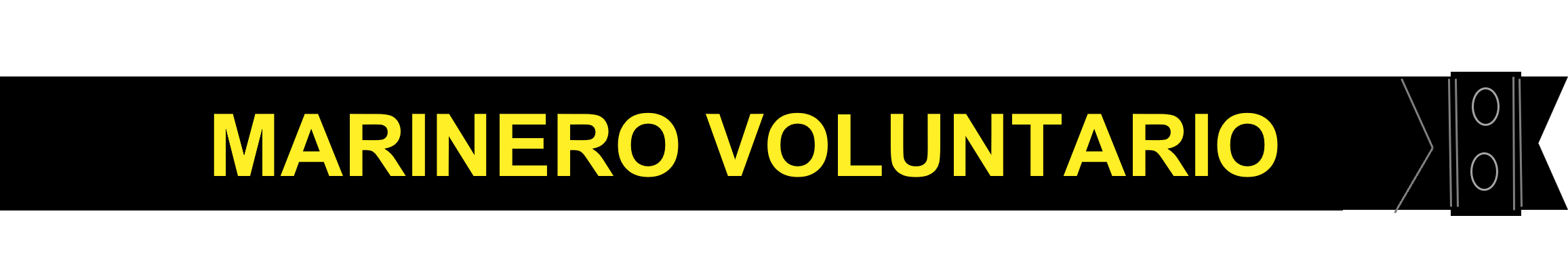
Cinta de lepanto de marinero voluntario

Antiguamente, para acceder a la Escuela de Suboficiales, había que superar un largo proceso, tras pasar por los distintos empleos de marinería. Primero había que ingresar como marinero voluntario en el CIM (Cuartel de Instrucción de Marinería) para, después del período de instrucción, pasar por alguna de las distintas Escuelas de Especialistas (Escuela de Maniobra; Escuela de Máquinas; Escuela de Hidrografía, etc.) como alumno especialista (equiparado a marinero de 1ª), y al finalizar la formación correspondiente, se obtenía el empleo de cabo segundo especialista y más tarde, tras alcanzar el empleo de cabo 1º especialista y cumplir con los años de permanencia necesarios, además de superar un examen, se ingresaba en la Escuela de Suboficiales como sargento alumno, ya que no existía la opción de ingreso directo.

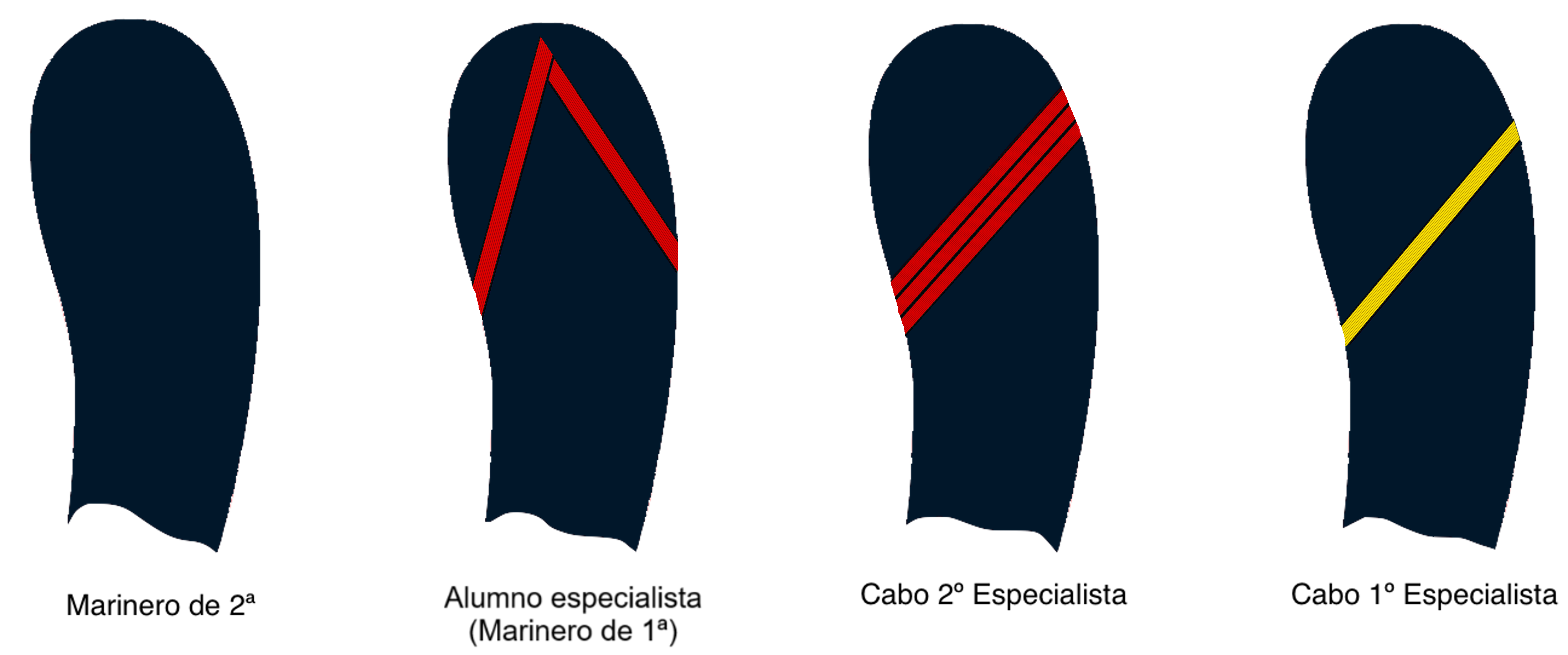
Antiguos empleos marinería

## Acceso y formación
En la actualidad, se puede acceder a la ESUBO por ingreso directo con y sin exigencia de titulación previa de Técnico Superior y también se puede acceder por promoción interna en las mismas modalidades, siempre que hayan cumplido un mínimo de un año de servicio en su escala. 
En la Escuela se realizan los siguientes cursos:
- CAES: Curso de acceso a la Escala de Suboficiales de los Cuerpos de Infantería de Marina y Especialistas de la Armada. La fase común durante los primeros seis meses, ya que la fase específica, la realizarán en la Escuela de Especialidades de la Estación Naval de La Graña (ESENGRA) los pertenecientes al Cuerpo General en las en las especialidades de maniobra y navegación, administración y alojamiento y restauración, y en la Escuela de Especialidades «Antonio de Escaño» los de las especialidades de sistemas, mantenimiento electrónico, armas, tecnologías de comunicaciones e información o energía y propulsión. Por su parte, los pertenecientes al cuerpo de Infantería de Marina, tras esos primeros meses de fase común continúan su formación en la Escuela de Infantería de Marina General Albacete Fuster (EIMGAF).
- CMM: Curso de acceso a la Escala de Suboficiales de los Cuerpos Comunes de Músicas Militares.(Fase de Armada).
- ARV: Curso de formación básica militar para el acceso a la condición de reservista voluntario de la categoría de Suboficial de la Armada.

También se realizan los siguientes cursos de perfeccionamiento:
- Curso de actualización para el desempeño de los cometidos de Suboficial Mayor de la Armada.

- Curso de actualización para el desempeño de los cometidos del empleo de Brigada.

- Curso de actualización para el desempeño de los cometidos de Cabo Mayor de la Armada.

- Curso de Administración y Gestión para Suboficiales.

## Distintivos de alumnos
| España                      |                         |                         |             |  |  |  |  |  |  |
| Sargento alumno (3.º Curso) | Alumno de 2º (2º Curso) | Alumno de 1º (1º Curso) | Alumno MPTM |  |  |  |  |  |  |
|                             |                         |                         |             |  |  |  |  |  |  |

| España |  |  |  |  |  |  |  |  |  |
|        |  |  |  |  |  |  |  |  |  |

Los galonistas llevan los ángulos en el brazo izquierdo.

### Gorras de alumnos

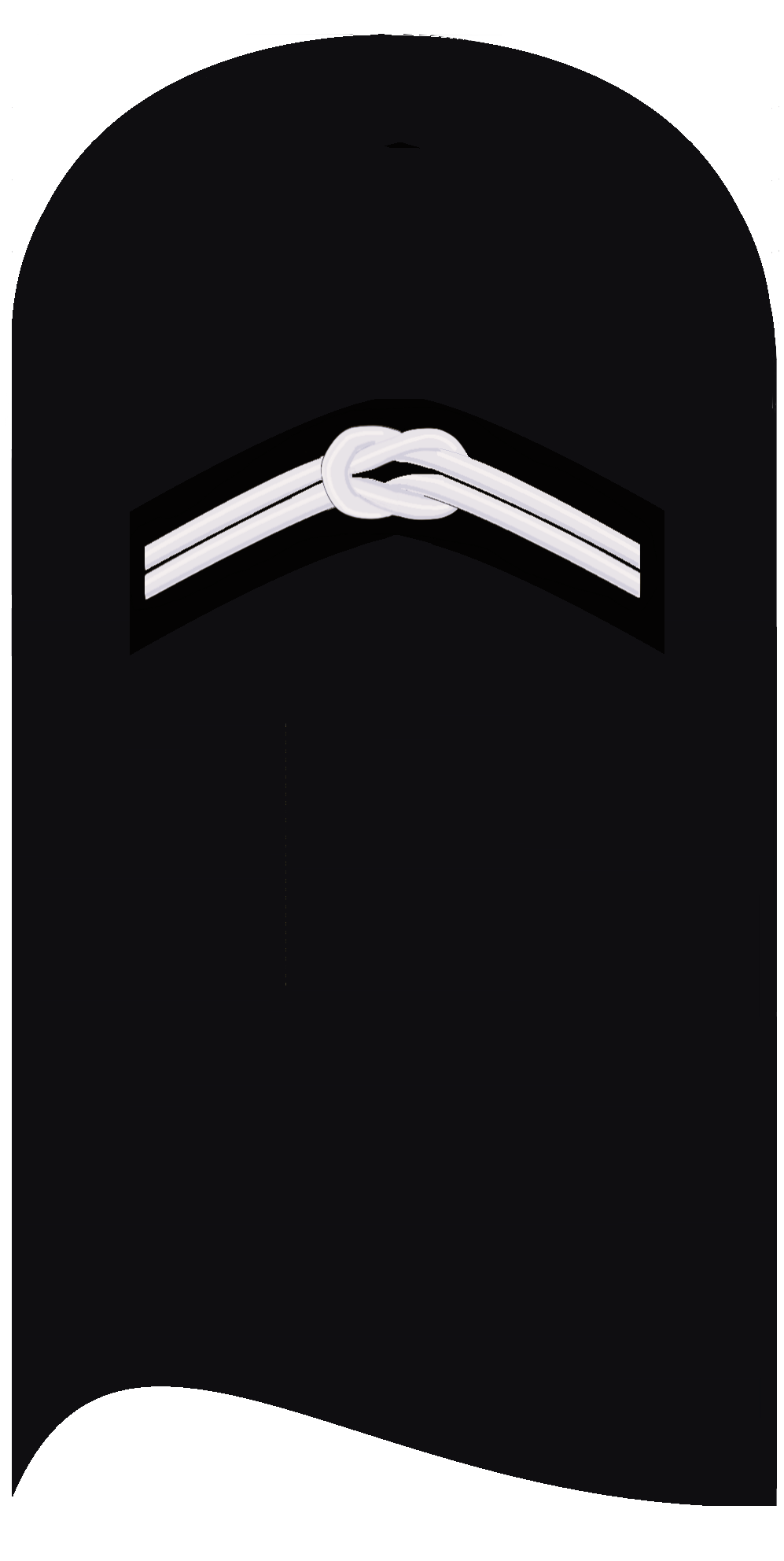
Distintivo de alumno distinguido

El distintivo de los alumnos distinguidos es un nudo llano en forma de puente, realizado en cordón blanco. Se porta en el brazo derecho.